# Eichenweg (Gemeinde Altenberg)
Eichenweg ist eine Siedlung in der Gemeinde Altenberg bei Linz in Oberösterreich.
Die Siedlung befindet sich in der Ortschaft Niederwinkl nordwestlich von Altenberg, ist aber von Donach zu erreichen, an das es südlich angeschlossen ist.